# Römisch-katholische Kirche in Sizilien

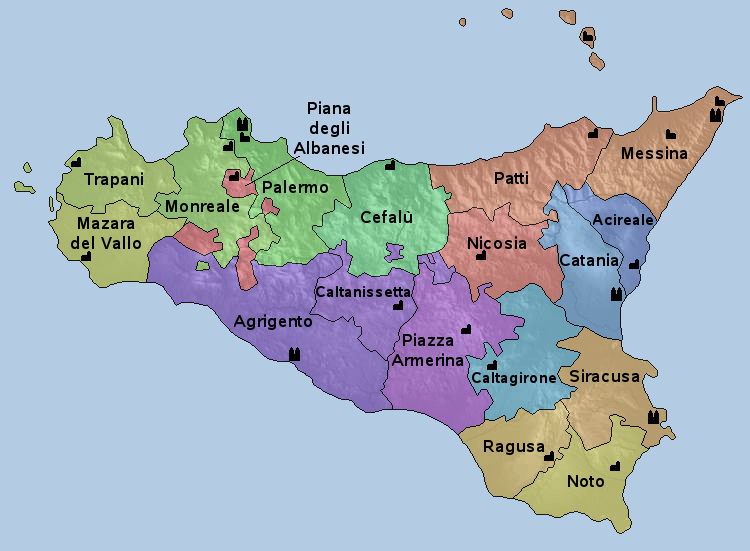
Karte der Diözesen und Bischofskirchen der Katholischen Kirche in Sizilien

Die Katholische Kirche ist in Sizilien die größte Religionsgemeinschaft. Mehr als 97 % der Bewohner Siziliens gehören der römisch-katholischen Kirche an.

## Geschichte
- Hauptartikel: Kirchengeschichte Siziliens

Über die ursprüngliche Christianisierung Siziliens ist wenig bekannt. Der Legende nach soll der Apostel Paulus auf seiner Fahrt nach Rom auch in Syrakus an Land gegangen sein und dort gepredigt haben.
Historisch fassbar wird das Christentum auf Sizilien erst durch die Märtyrerakten des 3. und frühen 4. Jahrhunderts. Zu diesen Märtyrern zählte der heilige Marcianus, der erste namentlich bekannte Bischof von Syrakus, die heilige Lucia von Syrakus, die heilige Agatha von Catania und der heilige Veit (Vitus).
Kaiser Leo III. ordnete die Kirche Siziliens 733/34 Konstantinopel zu. Unter der arabischen Vorherrschaft (ab 827) zerfiel fast die gesamte Organisationsstruktur der Kirche in Sizilien. Nach der Eroberung durch die Normannen (ab 1061) gab es nur noch in Palermo einen griechischen Erzbischof.
Die normannischen Herrscher Siziliens gaben der Katholischen Kirche in Sizilien wieder eine Struktur. Dabei wurden teils ehemalige byzantinische Bistümer als lateinische Bistümer wiedergegründet, teils vollständig neue Bistümer geschaffen. In Palermo wurde ca. 1083 der byzantinische Erzbischof durch einen lateinischen abgelöst.
Im 19. Jahrhundert erfolgte in zwei Etappen (1816/17 und 1844) eine Neuordnung der Bistumsgrenzen. Die bestehenden, oft sehr großen Bistümer wurden verkleinert, und auf ihrem ehemaligen Territorium wurden neue Diözesen errichtet. Zwei weitere Diözesen kamen im 20. Jahrhundert dazu, die Eparchie Piana degli Albanesi für Katholiken des byzantinischen Ritus und das Bistum Ragusa.
Die jüngste Neuordnung der Katholischen Kirche in Sizilien erfolgte am 2. Dezember 2000 durch Papst Johannes Paul II. mit der Apostolischen Konstitution Ad maiori consulendum. Durch sie erhielt die Kirchenregion Sizilien ihre heutige Struktur mit 5 Kirchenprovinzen.

## Organisation
- Hauptartikel: Kirchenregion Sizilien

Organisatorisch ist die Katholische Kirche in Sizilien eine Kirchenregion der Katholischen Kirche in Italien. Die Kirchenregion Sizilien umfasst 5 Kirchenprovinzen mit insgesamt 17 Diözesen sowie eine immediate Eparchie.
- Kirchenprovinz Agrigent mit dem Erzbistum Agrigent als Metropolitanbistum und den Suffraganbistümern Caltanissetta und Piazza Armerina
- Kirchenprovinz Catania mit dem Erzbistum Catania als Metropolitanbistum und den Suffraganbistümern Acireale und San Caltagirone
- Kirchenprovinz Messina mit dem Erzbistum Messina-Lipari-Santa Lucia del Mela als Metropolitanbistum und den Suffraganbistümern Nicosia und Patti
- Kirchenprovinz Palermo mit dem Erzbistum Palermo als Metropolitanbistum und dem Erzbistum Monreale und den Bistümern Cefalù, Mazara del Vallo und Trapani als Suffraganbistümern
- Kirchenprovinz Syrakus mit dem Erzbistum Syrakus als Metropolitanbistum und den Suffraganbistümern Noto und Ragusa
- Immediat: die Eparchie Piana degli Albanesi

Die Bischöfe der 18 Diözesen sind in der Sizilianischen Bischofskonferenz zusammengeschlossen.

## Heilige
- Hauptartikel: Heilige Siziliens

Von den Heiligen Siziliens sind im deutschen Sprachraum besonders drei Märtyrer aus der Zeit der Christenverfolgung bekannt: die heilige Lucia von Syrakus und die heilige Agatha von Catania, die in dem ersten Hochgebet (dem Römischen Kanon) der Heiligen Messe namentlich genannt werden, und der heilige Veit (Vitus), der zu den Vierzehn Nothelfern zählt.
Unter den Heiligen Siziliens gibt es auch mehrere Päpste, unter ihnen Agatho (Papst 678–681), Leo II. (Papst 682–683) und Sergius I. (Papst 687–701)

## Feste
Neben den allgemeinen kirchlichen Fest- und Feiertagen werden in Sizilien besonders die Festtage der Schutzpatrone der einzelnen Orte öffentlich gefeiert.
Das größte dieser Feste ist das Fest zu Ehren der heiligen Rosalia, der Schutzpatronin Palermos, vom 13. bis zum 15. Juli jeden Jahres. Dabei wird der Silberschrein mit den Reliquien der Heiligen in einer Prozession auf einem großen Festwagen durch die Stadt gefahren. Aber auch kleinere Orte feiern ihren Schutzheiligen mit großen Umzügen.
Besonders feierlich sind auch die Karfreitagsprozessionen, die den spanischen Einfluss in Sizilien erkennen lassen.